# Estádio Ghencea
O Estádio Ghencea (Em romeno: Stadionul Ghencea, ou simplesmente Ghencea) é um estádio de futebol localizado em Bucareste, na Romênia. É a casa do clube FC Steaua Bucureşti.
Inaugurado em 9 de Abril de 1974, foi um dos primeiros estádios para apenas futebol, não possuindo pista de atletismo. Originalmente com 30.000, passou a ter a capacidade de 28.123 torcedores em 1991, com a instalação das cadeiras.
Sediou 59 partidas da Seleção Romena de Futebol. A primeira em Março de 1977 contra a Turquia e a última em Outubro de 2006, contra a Bielorrússia.
Atualmente é o estádio mais moderno da Romênia e há projetos para uma nova ampliação, entre 45 e 60 mil lugares.

## Concertos
Lepa Brena realizou um concerto antes de 60.000 pessoas.

## Ligações Externas
- Site Oficial do Clube
- Google Maps - Foto por Satélite